# Вулиця Івана Богуна (Київ)
Ву́лиця Іва́на Богуна́ — вулиця в Дарницькому районі міста Києва, селище Бортничі. Пролягає від вулиці Євгенія Харченка до Борової вулиці. 
Прилягають вулиці Борова і Хвойна, провулок Василя Кука і Хлібний провулок.

## Історія
За радянських часів вулиця була названа на честь радянського військового діяча маршала Радянського Союзу Семена Будьонного. 
Сучасна назва на честь Івана Богуна, українського військового і державного діяча, козацького полководця, одного зі сподвижників Богдана Хмельницького — з 2016 року.